# 上院ウォーターゲート特別委員会

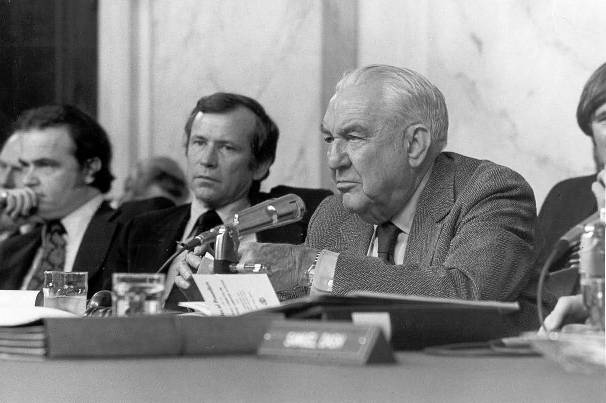
1973年の上院ウォーターゲート特別委員会
左からトンプソン共和党顧問、ハワード・H・ベーカーJr.副委員長、アービン委員長

アメリカ合衆国上院ウォーターゲート特別委員会（アメリカがっしゅうこくじょういんウォーターゲートとくべついいんかい(英語: United States Senate Watergate Commitiee)。正式名称はSenate Select Committee on Presidential Campaign Activities）とは、ウォーターゲート事件に関してアメリカ合衆国上院が1973年2月に設置した特別委員会である。

## 著名な証言
- ディーン証言「大統領制をガンがむしばんでいる( a cancer growing on the Presidency.)」「大統領執務室に盗聴器が仕掛けられているらしい」
- バターフィールド証言「ホワイトハウスの大統領執務室には録音システムがある」（事前聴取で認めたことを、公開の場で確認）

## メンバー
- 委員長　　サム・J・アービン　Jr.（民主、ノースカロライナ）、元ノースカロライナ州最高裁判事、ウォーターゲート後引退。
- 副委員長　ハワード・H・ベーカーJr.（共和、テネシー）　後に大統領首席補佐官、上院院内総務、駐日大使を歴任（ダークセン元上院院内総務の娘婿）。
- 委員　　　ローウェル・P・ウェイカーJr.（共和、コネチカット）後にコネチカット州知事
- 委員　　　ハーマン・E・タルマッジ（民主、ジョージア）
- 委員　　　ジョーゼフ・モントーヤ（民主、ニューメキシコ）
- 委員　　　エドワード・J・ガーニー（共和、フロリダ）
- 主席顧問　サミュエル・ダッシュ（民主）（ジョージタウン大学法学部教授）
- 共和党顧問　　フレッド・トンプソン　後に上院政府活動委員長、2007年大統領選出馬
- 副顧問　　ルーファス・L・エドミステン

## 主な宣誓証言者（証言順）
- ジェームズ・W・マッコード・ジュニア"ジムJim"　侵入主犯、再選委員会警備主任、元CIA警備主任（Chief,Physical Security Division,Office of Security)
- ヒュー・ウォルター・スローンJr.　再選委員会財務部長
- モーリス・ハーバート・スタンス　再選委員会財政委員長、前商務長官
- ジェブ・スチュアート・マグルーダー　再選委員会副責任者
- ジョン・ウェズレー・ディーン3世　前大統領法律顧問、ヘニングス上院議員の娘婿だった・
- ジョン・ニュートン・ミッチェル　再選委員会責任者（委員長は別にいる）前司法長官、その前は有力な弁護士。
- アレキサンダー・ポーター・“アレックス”バターフィールド空軍大佐　大統領副補佐官。後にFAA(連邦航空局）長官。
- ジョン・アーリックマン　　大統領補佐官（内政担当）
- ハリー・ロビンス・ハルデマン"ボブ　Bob"　大統領首席補佐官（首相相当）元J.W.トンプソン（大手広告代理店）幹部
- リチャード・マガラー・“ディック”・ヘルムズ　前CIA長官（キャリア初のCIA長官）、イラン大使
- ロバート・エバートン・“ボブ”クッシュマンJr.海軍少将　CIA長官代行、後に海兵隊司令官。
- バーノン・アンソニー・“ディック”・ウォーターズ陸軍中将　　CIA副長官、後に大使。
- リチャード・ゴードン・クラインディーンスト　司法長官
- ヘンリー・エドワード・ピーターセン　刑事局担当司法次官補（キャリア）
- エヴェレット・ハワード・ハントJr.　侵入主犯、ホワイトハウス・コンサルタント、元CIA工作員、キューバで活躍

## 公式報告
- 上院による概要・・・Senate Select Committee on Presidential Campaign Activities　(The Watergate Committee)
- 最終報告（p9）・・・Final Report
- 最終報告内容全文(p1269）・・・Final Report of the Senate Select Committee on Presidential Campaign Activities